# Calceolaria irazuensis
Calceolaria irazuensis là một loài thực vật có hoa trong họ Calceolariaceae. Loài này được Donn.Sm. mô tả khoa học đầu tiên năm 1895.

## Hình ảnh

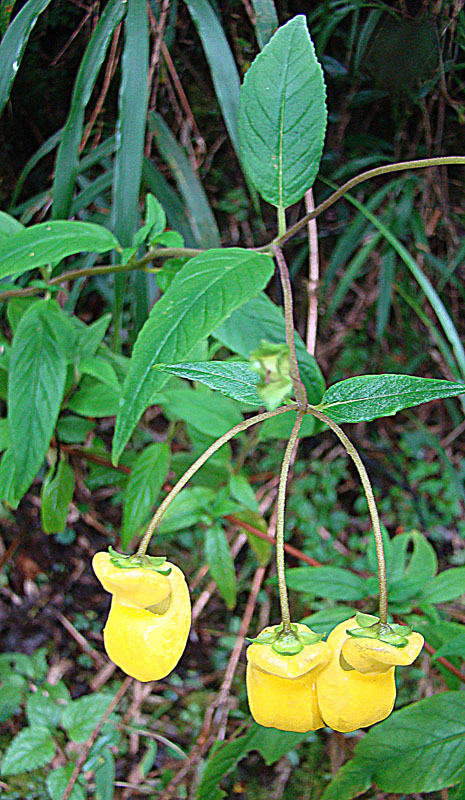
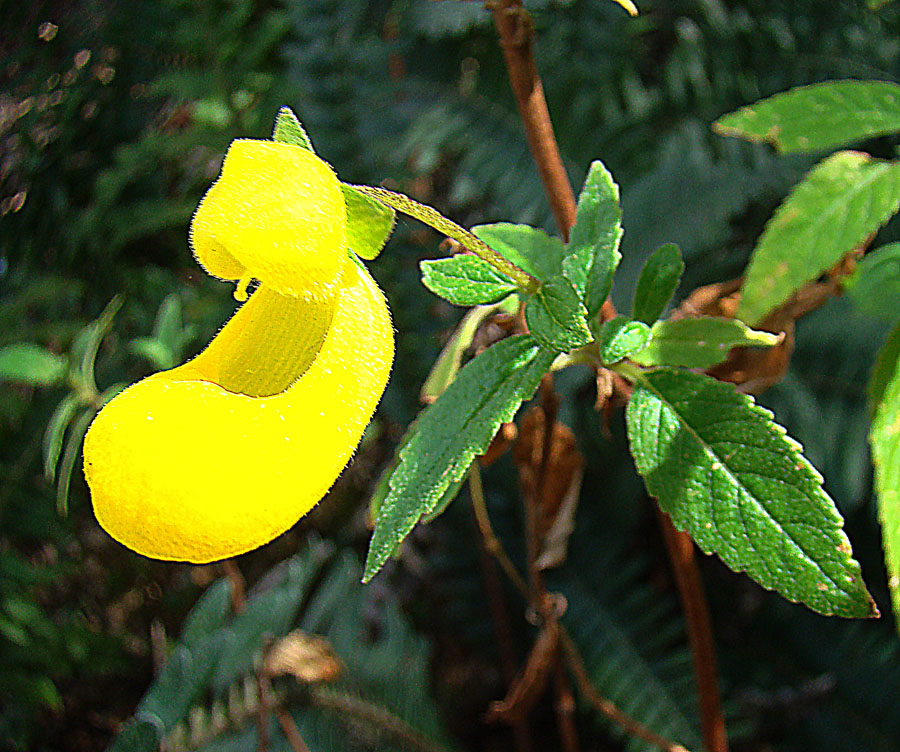